# CS Channel
『CS Channel』（シーエス・チャンネル）は、2011年9月21日に発売された東京事変のミュージック・ビデオ集。発売元はEMIミュージック・ジャパン/Virgin Music。DVD盤、Blu-ray Disc盤同時発売。
初回生産分のみ、CS透明ケース仕様、「東京事変 Live Tour 2011 Discovery」追加公演先行抽選予約案内封入。

## 概要
2007年11月に発売された「閃光少女」以来、約3年10ヶ月振りとなるミュージック・ビデオ集である。2009年12月発売のシングル「能動的三分間」から、2011年6月発売のアルバム『大発見』までに発表された全てのミュージック・ビデオの他、エンドロールとしてCD未収録曲となる「天国へようこそ Tokyo Bay Ver.」の編集版と、撮り下ろしとなる新曲「ハンサム過ぎて」を含む全7本を収録。また、新曲「ハンサム過ぎて」の作詞は、本作の全ミュージック・ビデオの監督を務める児玉裕一が手掛けており、東京事変の作品でメンバー以外が作詞をするのは初である。

## 収録曲
全監督：児玉裕一
| #  | タイトル                                   | 作詞     | 作曲               |
| -- | ------------------------------------------ | -------- | ------------------ |
| 1. | 「能動的三分間」                           | 椎名林檎 | 椎名林檎           |
| 2. | 「勝ち戦」                                 | 椎名林檎 | 椎名林檎           |
| 3. | 「空が鳴っている」                         | 椎名林檎 | 亀田誠治           |
| 4. | 「新しい文明開化」                         | 椎名林檎 | 伊澤一葉・椎名林檎 |
| 5. | 「女の子は誰でも」                         | 椎名林檎 | 椎名林檎           |
| 6. | 「天国へようこそ」(Tokyo Bay ver. CS edit) | 椎名林檎 | 椎名林檎           |
| 7. | 「ハンサム過ぎて」                         | 児玉裕一 | 椎名林檎           |

| #  | タイトル                                                                                  | 作詞 | 作曲・編曲 |
| -- | ----------------------------------------------------------------------------------------- | ---- | ---------- |
| 1. | 「TV-CF」(「能動的三分間」、「スポーツ」、「空が鳴っている／女の子は誰でも」と「大発見」) |      |            |